# Mauser Jagdwaffen
Mauser Jagdwaffen GmbH — німецький виробник мисливських гвинтівок. Є дочірньою компанією Lüke & Ortmeier group.

## Історія

### 1999—2003
У 1999 році, цивільне відділення компанії Маузер було відділено від військового відділення і було придбано німецькими інвесторами Мікаелем Люком (нім. Michael Lüke) та Томасом Ортмайєром (нім. Thomas Ortmeier). Була створена Mauser Jagdwaffen GmbH (Мисливська Зброя Маузер) зі штаб-квартирою у Існи-ім-Алльгой на півдні Німеччини. Компанія виробляє лише мисливські/спортивні гвинтівки. Mauser Jagdwaffen GmbH продовжило виробництво моделей Маузер M 98 та M 98 Магнум, згідно оригінальним кресленням і згідно патентів Маузера на гвинтівку Gewehr 98 та карабін Karabiner 98k.
У 2000 році, Mauser Jagdwaffen GmbH і його Європейська компанії-сестри, J.P. Sauer & Sohn, Blaser та Swiss Arms були об'єднані німецькими інвесторами Мікаелем Люком (Michael Lüke) та Томасом Ортмайєром (Thomas Ortmeier) під назвою SIGARMS.
У 2003, Mauser Jagdwaffen GmbH представили M 03 мисливську/спортивну гвинтівку з ковзним затвором.

### Mauser 2003–до тепер
1 жовтня 2007 SIGARMS офіційно змінила назву на SIG Sauer. Ця назва відображає, що SIG SAUER став одним з великих виробників зброї у світі. Вона також є компанією-виробником зброї яка швидко розвивається у США, розширює свою діяльність і збільшує продажі майже на 50 % з 2005 року. SIG SAUER недавно потроїв свою робочу силу і вклав вісімнадцять мільйонів доларів у придбання та оновлення виробничих об'єктів та обладнання. Різні сучасні моделі гвинтівок Маузера виробляють у Існи-ім-Алльгой, Німеччина і продаються під маркою Mauser Jagdwaffen GmbH (нім. Мисливська зброя Маузер).

## Системи Маузера (2003)
- M 03 Basic
- M 03 Extreme
- M 03 Trail
- M 03 Match / Jagdmatch
- M 03 Solid
- M 03 Africa
- M 03 Arabesque
- M 03 De Luxe
- M 03 Old Classic
- M 03 Alpine
- M 12 (2013)
- M 98 (1898)
- M 98 Magnum

### Пістолет Mauser M2
Mauser M2 є пістолетом виробництва компанії Маузер який продається у США. Він є самозарядним пістолетом подвійної дії під набій калібру .45 ACP, а пізніше під .40 S&W та .357 SIG. Mauser M2 за розмірами схожий на пістолет SIG P229, який також виробляється компанією SIGARMS. На відміну від пістолетів SIG, він має обертовий ствол як у Беретти. Він також ударникового типу, як пістолети Глок.
Mauser M2 пропонувався компанією SIGARMS, до 2006. SIGARMS придбали назву Mauser для виробництва пістолета у 1999. Цей пістолет більше не виробляється ні SIGSAUER ні Mauser Jagdwaffen GmbH. SIG не імпортували його протягом чотирьох років, а фабрика Mauser Oberndorf де виробляли M2 була закрита.